# Nurul Sarah Kadir
Nurul Sarah Abdul Kadir (* 2. Juni 1988) ist eine ehemalige malaysische Leichtathletin, die sich auf den Sprint spezialisiert hat.

## Sportliche Laufbahn
Erste Erfahrungen bei internationalen Meisterschaften sammelte Nurul Sarah Kadir im Jahr 2009, als sie bei den Asienmeisterschaften in Guangzhou mit 12,24 s in der ersten Runde im 100-Meter-Lauf ausschied und über 200 m das Halbfinale erreichte, in dem sie mit 24,84 s ausschied. Anschließend belegte sie bei den Südostasienspielen in Vientiane in 11,83 s den fünften Platz über 100 m und gelangte im 200-Meter-Lauf mit 24,10 s auf Rang vier. Zudem klassierte sie sich mit der malaysischen 4-mal-100-Meter-Staffel mit 45,69 s auf dem vierten Platz. Im Jahr darauf nahm sie an den Asienspielen in Guangzhou teil und schied dort mit 11,91 s im Semifinale über 100 m aus und belegte in 45,54 s den sechsten Platz im Staffelbewerb. 2011 startete sie bei der Sommer-Universiade sowie erneut bei den Südostasienspielen, jedoch wurde sie 2013 wegen eines Verstoßes gegen die Dopingbestimmungen verurteilt und daher wurden ihre Ergebnisse rückwirkend ab Juni 2011 annulliert und die Athletin gesperrt, woraufhin sie ihre sportliche Karriere beendete.

## Persönliche Bestleistungen
- 100 Meter: 11,83 s (+1,6 m/s), 13. Dezember 2009 in Vientiane
- 200 Meter: 24,10 s, 16. Dezember 2009 in Vientiane